# La Case de l'oncle Tom (film, 1927)
Pour les articles homonymes, voir La Case de l'oncle Tom (homonymie).

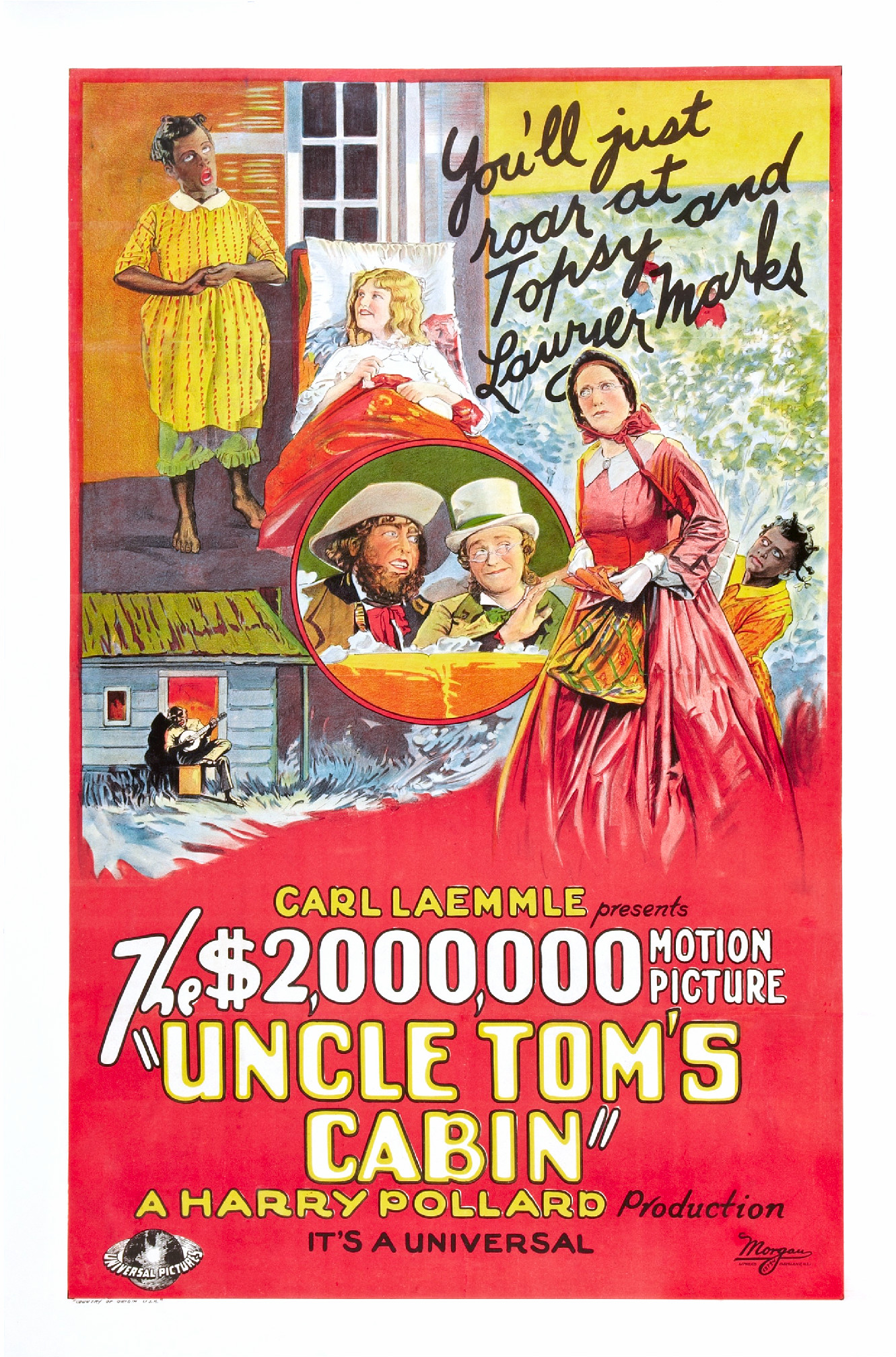
Affiche du film

La Case de l'oncle Tom (Uncle Tom's Cabin) est un film muet américain réalisé par Harry A. Pollard en 1927. Ce film est une adaptation cinématographique du roman La Case de l'oncle Tom de Harriet Beecher Stowe.

## Synopsis
L'Oncle Tom et Eliza sont tous deux esclaves de la même maison dans le Kentucky.

## Fiche technique
- Titre original : Uncle's Tom Cabin
- Titre français : La Case de l'oncle Tom
- Réalisation : Harry A. Pollard
- Scénario : Harvey F. Thew, A.P. Younger et Walter Anthony
- D'après le roman de : Harriet Beecher Stowe
- Photographie : Jacob Kull et Charles J. Stumar
- Musique : Erno Rapee
- Montage : Lloyd Nosler (superviseur), Ted Kent, Daniel Mandell, Byron Robinson et Gilmore Walker
- Pays de production :  États-Unis
- Durée : 144 minutes
- Format : monophonique / muet, noir et blanc.
- Dates de sortie : 
  - États-Unis : 4 novembre 1927 (New York)
  - États-Unis : 2 septembre 1928

## Distribution
- Margarita Fischer : Eliza
- James B. Lowe : Oncle Tom
- Arthur Edmund Carewe : George Harris
- George Siegmann : Simon Legree
- Eulalie Jensen : Cassie
- Mona Ray : Topsy
- Virginia Grey : Eva St. Clare
- Lassie Lou Ahern : Le petit Harry
- Lucien Littlefield : L'avocat Marks
- Adolph Milar : M. Tom Haley
- J. Gordon Russell : Tom Loker
- Gertrude Howard : Tante Chloe, femme de l'oncle Tom
- Jack Mower : M. Shelby
- Vivien Oakland : Mme Shelby
- John Roche : Augustine St. Clare
- Aileen Mannin : Tante Ophelia

Acteurs non crédités
- Rolfe Sedan : Adolph
- Carla Laemmle : Spectateur aux enchères
- Seymour Zeliff : Edward Harris, propriétaire d'esclaves

## Analyse
Régis Dubois relève qu'après Naissance d'une nation (1915), « il faudra attendre 1927 et le crépuscule du muet pour qu’un film prenne ouvertement le contrepied de cette propagande raciste à succès. Ce sera La Case de l’oncle Tom (1927) qui, malgré ses stéréotypes douteux (acteurs blancs maquillés en Noirs et héros métis joués par des Blancs), n’en demeurait pas moins une franche dénonciation de la barbarie esclavagiste. ».